# 表格法

Tabula recta

表格法（拉丁語：tabula rēcta）在密碼學中是一張正方形的表格包含拉丁字母，每一新行的字母皆向左或右前推一格。此名由約翰尼斯·特里特米烏斯於1508年發明，共用於其特里特米烏斯密碼. 
特里特米烏斯使用此表格來製造一個多表替換式加密。這相當於萊昂·巴蒂斯塔·阿爾伯蒂的密碼碟。表格法通常用於古典密碼，如維吉尼亞密碼和自動密鑰密碼。